# Opéra de chambre
Un opéra de chambre, ou kammeroper, est un opéra destiné à être joué par un ensemble de chambre, et non par un orchestre complet. Terme régulièrement destiné aux ouvrages modernes et contemporaines, les tout premiers opéras classiques, comme La serva padrona de Pergolèse (1733) peuvent appartenir à cette catégorie.

## Historique
Le terme apparaît pour la première fois dans les écrits du compositeur et musicologue autrichien Richard Batka en 1902. Il est initialement employé pour décrire les petits opéras italiens sans chœur et avec orchestre réduit, joué lors des événements privés des familles royales ou aisées. En cela, le terme s'applique également aux opéras de la fin du XIXe siècle, qui arrivent en opposition au grand opéra et aux opéras romantiques de grande envergure comme ceux de Richard Wagner. Le terme est également appliqué aux courts opéras ou intermezzi italiens en un acte du XVIIIe siècle, tels que La serva padrona de Pergolèse.
L'apparition de l'opéra de chambre moderne est corrélée avec une réaction « antiromantique » au sein de la musique classique, basculant vers l'atonalité, qui s'allie à une difficulté croissante à financer les spectacles, en particulier lors de créations d'opéras modernes ou contemporains qui ne présentent aucune garantie de succès. Cela provoque un retour à l'orchestre de chambre, plus petit, ainsi qu'aux œuvres courtes et souples, et surtout moins onéreuses en instruments et musiciens. L'un des premiers ouvrages à correspondre à cette description est Arianne à Naxos de Richard Strauss, créé en 1912. Par ailleurs, certains lieux consacrés à l'opéra de chambre ont vu le jour, tels que les Kammeroper de Vienne ou de Berlin.
Au XXe siècle, la pratique va se répandre au sein de la création musicale classique, en particulier au sein des avant-gardes. Cette dénomination peut s'employer pour Savitri de Gustav Holst (1916) par exemple. Benjamin Britten composa des œuvres de cette catégorie dans les années 1940, l'English Opera Group ayant besoin d'œuvres  pouvant facilement être jouées en tournée. The Rape of Lucretia (1946), puis Albert Herring (1947) et Curlew River (1964) sont des opéras de chambre de Britten. D'autres compositeurs, dont Hans Werner Henze, Harrison Birtwistle, Thomas Adès, George Benjamin, William Walton et Philip Glass compose pour l'opéra de chambre.

## Instrumentation
L'instrumentation des opéras de chambre varie : Britten compose The Rape of Lucretia pour huit chanteurs avec cordes simples et vent, piano, harpe et percussions. The Diary of a Madman (1958) de Humphrey Searle est écrit pour quatre voix et un orchestre de cordes simples, bois et cuivres, avec deux percussionnistes. Une bande électronique est également spécifiée pour produire des effets sonores particuliers. Judith Weir compose un opéra, King's Harakd Saga (1979), pour une seule voix de soprano, interprétant plusieurs rôles.

## Liste des opéra de chambre
Cette liste partielle présente des opéras considérés de chambre de manière chronologique par année de création :
- 1708 : Il piu bel nome, Antonio Caldara[3] ;
- 1733 : La serva padrona, Giovanni Battista Pergolèse[3] ;
- 1922 : Renard, Igor Stravinsky[5] ;
- 1923 : Les Tréteaux de maître Pierre, de Manuel de Falla[5] ;
- 1926 : Cardillac, Paul Hindemith ;
- 1927 : Le Pauvre Matelot, Darius Milhaud[5] ;
- 1945 : What Price Confidence? (en), Ernst Křenek[3] ;
- 1954 : The Turn of the Screw, Benjamin Britten[7] ;

## Sources
- (en) Cet article est partiellement ou en totalité issu de l’article de Wikipédia en anglais intitulé « Chamber orchestra » (voir la liste des auteurs).